# NGC 2032
NGC 2032 ist ein Emissionsnebel in der Großen Magellanschen Wolke im Sternbild Dorado. Das Objekt wurde am 2. November 1834 von dem  Astronomen John Herschel entdeckt.
NGC 2032 gehört zu N59A, einem H-II-Gebiet in der großen Magellanschen Wolke am südöstlichen Rand der Superblase LMC4.